# Werner Masten
Werner Masten (Merano, 23 aprile 1950 – Merano, 21 gennaio 2023) è stato un regista, sceneggiatore, produttore cinematografico e attore italiano di lingua tedesca, del cinema e della televisione.

## Biografia
Dopo aver conseguito la maturità classica nel 1969, frequentò le università di Innsbruck, Padova e Modena, laureandosi in diritto nel 1976, e in seguito la Scuola Superiore di Cinema e Televisione a Monaco di Baviera.
Attivo prevalentemente in Germania, Austria e Svizzera, il suo primo lavoro fu il film Baranski del 1979. Diresse poi alcuni episodi delle serie televisive Faber l'investigatore, Tatort e Buongiorno professore. 
Masten divenne noto principalmente per essere stato il regista del film Das Glück beim Händewaschen del 1983 (con cui partecipò al Giffoni Film Festival 1985) e del film televisivo L'italiana del 1986, entrambi tratti dai romanzi di Joseph Zoderer.
Fu inoltre sceneggiatore, produttore e occasionalmente attore.

## Vita privata
Fu il primo marito dell'attrice Roberta Manfredi, figlia del più celebre attore Nino, sposata nel 1985: con lei ebbe una figlia due anni dopo, Sarah. La coppia in seguito divorziò. Con l'ex moglie e l'ex suocero, Masten fu sul set del film Napoli-Berlino, un taxi nella notte del 1988, diretto da Mika Kaurismäki, in cui ebbe una piccola parte.

## Filmografia

### Regista
- Baranski (1979)
- Das Glück beim Händewaschen (1983)
- Schimmi - film TV (1984)
- Die Walsche - film TV (1986)
- Neuner (1990)
- Abenteuer Airport - serie TV, 12 episodi (1990)
- Faber l'investigatore (Der Fahnder) - serie TV, 16 episodi (1985-1990)
- Auf Achse - serie TV, 26 episodi (1984-1992)
- Die Wildnis (1993)
- Die Piefke-Saga - miniserie TV, 1 episodio (1993)
- Tatort - serie TV, 7 episodi (1989-1994)
- Liebling Kreuzberg - serie TV, 34 episodi (1988-1994)
- Wir sind auch nur ein Volk - serie TV, 8 episodi (1994-1995)
- Zu Fuß und ohne Geld - serie TV (1995)
- Das größte Fest des Jahres - Weihnachten bei unseren Fernsehfamilien - film TV (1995)
- Buongiorno professore! (Unser Lehrer Doktor Specht) - serie TV, 56 episodi (1992-1996)
- Ein Bayer auf Rügen - serie TV, 1 episodio (1997)
- Der Kapitän - serie TV, 2 episodi (1997)
- Am liebsten Marlene - film TV (1998)
- Am liebsten Marlene - serie TV, 4 episodi (1998-1999)
- Die Straßen von Berlin - serie TV, 13 episodi (1995-2000)
- Drehkreuz Airport - serie TV, 6 episodi (2001)
- Mayday! Überfall auf hoher See - film TV (2001)
- Für alle Fälle Stefanie - serie TV, 2 episodi (2001)
- Im Visier der Zielfahnder - serie TV, 3 episodi (2002)
- Nicht ohne meinen Anwalt - serie TV (2003)
- Der Bulle von Tölz - serie TV, 10 episodi (2001-2004)
- Tierarzt Dr. Engel - serie TV, 77 episodi (1998-2004)

### Attore
- Letzte Liebe, regia di Ingemo Engström (1979)
- Baranski, regia di Werner Masten (1979)
- Trauma, regia di Gabi Kubach (1984)
- Napoli-Berlino, un taxi nella notte (Helsinki Napoli All Night Long), regia di Mika Kaurismäki (1987)
- Neuner, regia di Werner Masten (1990)
- Auf Achse - serie TV, 2 episodi (1992)

## Premi
Filmfestival Max-Ophüls
- 1983 - Förderpreis per Das Glück beim Händewaschen[5]

Premio Adolf Grimme
- 1983 - Adolf-Grimme-Preis mit Gold per Das Glück beim Händewaschen

Baden-Baden TV Film Festival
- 1987 - Teleplay Award per Die Walsche con Joseph Zoderer

Bavarian TV Awards
- 1990 - Bavarian TV Award per Liebling Kreuzberg